# GG Allin
Kevin Michael Allin (nacido como Jesus Christ Allin; Lancaster, Nuevo Hampshire, 29 de agosto de 1956-Nueva York, 28 de junio de 1993), más conocido por su nombre artístico GG Allin, fue un cantante estadounidense de punk conocido por sus notorias actuaciones en directo, que frecuentemente consistían en actos agresivos desafiantes y censurables tales como defecar y orinar en el escenario, coprofagia, cantar desnudo, autoflagelación, y atacar a los miembros del público. Aunque más notorio por sus métodos de actuación que por su música, grabó prolíficamente, no solamente en el género punk, también en country, palabra hablada, y estilos de rock más tradicionales. Sus letras eran políticamente incorrectas en extremo, cubriendo temas como la misoginia, la pedofilia y el racismo, que impactaron al público y crearon diferentes opiniones sobre él en la comunidad punk más politizada. Aunque tenía fanáticos muy devotos, la música de GG Allin estaba normalmente muy mal grabada y producida, y recibió malas opiniones de los críticos.
Sin embargo, su estatus como figura de culto es tanta que un variado número de artistas conocidos han versionado sus canciones, entre ellos Faith No More, CKY, The Black Lips, Zeke, Taake, The 69 Eyes, Beck, Watain, The Lemonheads, Nick Oliveri (miembro de Kyuss y Queens of the Stone Age), Ty Segall, The Jurassics, Convalescent Surprise, A Disco For Fernsentre, Eyehategod, Grand Belial's Key, Maryslim, Bus Station Loonies, No Age, The Spits, Dum Dum Girls, Times New Viking, Hank Williams III, Ben Gibbard (miembro de Death Cab for Cutie y The Postal Service), John Darnielle (miembro de The Mountain Goats), Forgotten Tomb, Human Garbage, Cherry Pop, Diemonster Die y Dead.

## Biografía

### Infancia y adolescencia
Allin fue el segundo hijo de Colby Allin y Arleta Gunther. Le llamaron Jesus Christ porque su padre, un fanático cristiano de 33 años, le dijo a su esposa que Jesucristo en persona lo visitó y le dijo que su hijo recién nacido sería un gran hombre, un todopoderoso al estilo del mesías.
Su hermano mayor, Merle Allin, era incapaz de pronunciar Jesús correctamente, por lo que lo llamaba "Jeje", apodo que se convertiría en "GG". Su familia vivía en una cabaña de madera, sin agua corriente, al norte del estado de Nuevo Hampshire. El padre de Allin prohibía toda conversación al anochecer, debido a su inestabilidad mental por su fanatismo religioso. Era un hombre antisocial, que abusaba físicamente de su esposa e hijos, aunque GG nunca usó esto como excusa para sus problemas personales. A los 12 años GG contrajo la enfermedad de Lyme y asegura que nunca se recuperó de los efectos de padecerla a tan temprana edad.
En 1960, Arleta se divorció de su esposo, ya que su inestabilidad mental estaba empeorando. GG y su hermano fueron a partir de entonces criados por su madre y su padrastro. La familia se mudó a Vermont en 1966. El 2 de marzo de 1962 Arleta cambió el nombre legal de su hijo a "Kevin Michael Allin", durante su primer año de colegio. Arleta había permitido que su nombre original se mantuviera hasta este punto y finalmente lo cambió para que su hijo tuviera una oportunidad de llevar una infancia normal, libre de burlas. 
Allin era un pésimo estudiante en la escuela, fue enviado a clases especiales y repitió tercer grado. Según su hermano mayor, GG era acosado por los demás estudiantes por no "encajar". En sus primeros años de educación secundaria, comenzó a ir a clases vestido como travesti, lo que él afirmó que fue inspirado por los New York Dolls. Cuando se le preguntaba sobre su niñez, GG decía: "Muy caótica. Llena de peligros y oportunidades. Vendíamos drogas, robábamos, allanábamos casas, coches, etcétera. Hacíamos lo que queríamos la mayor parte del tiempo - incluyendo las bandas en las que tocábamos. La gente nos odiaba ya entonces".

### Carrera musical
Las primeras incursiones de GG en la música fueron como baterista. Sintió atracción por la teatralidad desde el principio. Mientras tocaba con su banda en preparatoria destrozó el decorado, ante lo que el público reaccionó con agrado.
GG se graduó de la preparatoria Concord en Vermont en 1975 y luego formó la banda Malpractice con amigos del instituto y su hermano Merle. Tocó la batería para Malpractice hasta que se separaron en 1977. Más adelante se convertiría en el baterista de la banda Stripsearch, liderada por una chica. Grabaron un vinilo de 7 pulgadas con las canciones "Galileo" y "Jesus in New York".
Su carrera como cantante partió con la banda The Jabbers (1977 – abril de 1984). Su disco debut, en 1980, se tituló Always Was, Is and Always Shall Be. GG era entonces un cantante punk similar a Iggy Pop o Stiv Bators de los Dead Boys y su música era más melódica y pegadiza, una mezcla de power pop y hardcore punk. El contenido de las letras era humorístico y descarado, pero aún no era ofensivo a rabiar. Durante un tiempo la productora de los Dead Boys, Genya Ravan, fue su mánager. La tensión dentro de los Jabbers se desató, ya que GG estaba cada vez más fuera de control, poco comprometido, vicioso y entraba y salía de prisión con regularidad. Los Jabbers optaron por disolverse. 
GG cantó con muchas bandas durante los años 80. Esto incluye discos junto a The Cedar Street Sluts, The Scumfucs y The Texas Nazis. GG permaneció en la clandestinidad de la escena punk y hardcore y aún no era parte del grupo de la costa este. Sus actuaciones en Mánchester con los Cedar Street Sluts le valieron el apodo de "El Chiflado de Mánchester". 
Allin ganó atención más amplia con el casete de la discográfica ROIR (Reachout International Recs) titulado Hated In The Nation en 1987, que contenía canciones de los discos fuera de edición de GG junto a The Jabbers, Cedar Street Sluts y Scumfucs. La cinta también contenía grabaciones en vivo con un supergrupo creado por el productor de Maximum RocknRoll, Mykel Board. Esta banda contenía a J. Mascis de Dinosaur Jr. a la guitarra y Mark Kramer de Bongwater en el bajo.
En cuanto a su vida amorosa, tres mujeres fueron importantes. Tracy Deneault, una joven adolescente de Garland, Texas, con quien Allin comenzó a salir tras su divorcio con Sandra Farrow. Con Tracy tuvo una hija: Nico, quien nació el 13 de marzo de 1986. Allin y Tracey jamás se casaron y Nico vive alejada de su familia.

### Culminación y actuaciones más extremas
A mediados de los años 80, GG se volvió adicto a la heroína y al alcohol, aunque tendía a tomar cualquier estupefaciente que sus amigos le facilitaran; incluso tomaba pastillas sin siquiera preguntar qué eran. Su higiene era casi inexistente y raramente se bañaba. En este período, GG comenzó a ingerir laxantes antes de sus actuaciones, ya que la defecación en vivo se había convertido en un acto regular. GG se describe a sí mismo como "el último de los rocanroleros de verdad". Con esto quería decir que el rock and roll había sido en origen una reivindicación de antiautoritarismo y rebelión, pero que en ese momento estaba en manos de las grandes empresas y de hombres de negocios con dinero. La música de GG y sus actuaciones en vivo pretendían llevar el rock and roll a lo que él veía que eran sus raíces, arrebatándolo de las manos del sistema empresarial.
GG idolatraba a la leyenda de la música country Hank Williams, y lo veía como un espíritu similar. Ambos eran bastante solitarios y extraños, tomaban de forma habitual estupefacientes, tenían pocas posesiones y viajaban por el país sin descanso. Las grabaciones acústicas de GG, sobre todo el EP Troubled Troubadour, están muy influenciadas por Williams. Grabó su propia versión de "Family Tradition" de Hank Williams y "Longhaired Redneck" de David Allan Coe, bajo el nombre de "Scumfuc Tradition" y "Outlaw Scumfuc", respectivamente. Luego Allin grabó otro disco de country, titulado Carnival of Excess; este es probablemente su disco más profesional en cuanto a grabación y remasterización. 
En este período Allin colaboró con Bulge para el álbum Freaks, Faggots, Drunks and Junkies, The AIDS Brigade (el vinilo llamado Expose Yourself To Kids) y The Holymen (You Give Love a Bad Name). Allin también comenzó a dar conciertos hablados. Material en vídeo de éstos existe pero es muy difícil encontrarlo. Al no querer un empleo fijo GG se mantenía vendiendo sus propios discos; pero también asegura haber cometido muchos crímenes, como allanamiento de morada o robo a mano armada en reiteradas ocasiones. Allin sentía fascinación por los asesinos en serie. Le escribía y visitó a John Wayne Gacy en prisión en varias ocasiones; Gacy incluso pintó un retrato de GG que se convirtió en la portada del disco de la banda sonora de la película documental Hated: GG Allin And The Murder Junkies. Cuando se le preguntó sobre Allin, Gacy dijo: "GG...Gran chico - se le quiere a muerte -, pero apesta peor que el más grande pordiosero alcohólico que haya conocido".
En este punto, las actuaciones de Allin, que, por lo general, terminaban con daños de considerable importancia en los locales y equipos de sonido, finalizaban con detenciones de la policía tras tocar pocas canciones. Allin fue acusado de asalto y de indecencia en un gran número de ocasiones. Sus giras constantes sólo sufrían paradas a causa de la prisión o por estadías en el hospital por envenenamiento sanguíneo, huesos rotos o distintos traumas físicos.
Otro de sus constantes escándalos fueron sus continuas amenazas de suicidio. En 1988, Allin escribió a la revista Maximum RocknRoll diciendo que se suicidaría en un concierto la noche de Halloween de 1989; pero estaba en prisión para entonces. Al preguntársele el por qué para no cumplir con sus amenazas o de su defecación en el escenario, Allin respondía: "Con GG no tienes lo que quieres— tienes lo que te mereces".
 También decía que el suicidio debía llevarse a cabo cuando "uno está en lo más alto para llegar al más allá de manera gloriosa".

### Juicio de 1989 y encarcelamiento
A finales de 1989, Allin fue arrestado y acusado de violación y tortura de una chica en Ann Arbor, Míchigan. 
En la evaluación psicológica hecha como parte del juicio se declaró que Allin tenía una inteligencia normal y se le describió como "cortés, cooperativo y cándido". La evaluación resolvió que Allin no tenía problemas psicóticos y parecía cómodo con su poco ortodoxo estilo de vida; sin embargo, también mostró que Allin presentaba comportamientos masoquistas y narcisistas, además de síntomas de trastorno límite de la personalidad y trastorno bipolar.
Allin en principio negó los cargos, afirmando que la mujer fue partícipe voluntaria de las actividades sexuales; si bien luego cambió su versión de los hechos. Durante su estadía en la cárcel recibió incluso la visita de Kurt Cobain, líder de la banda Nirvana, y Nathan Roberts.
Fue durante este período en prisión cuando Allin comenzó a sentirse con nuevas energías en su vida y su "misión", como él la describía. En 1990 escribió y publicó El Manifiesto de GG Allin.

### Hated, el documental
Tras su salida de prisión, Allin violó la libertad condicional para irse en otra gira, material que llegó al documental de Todd Phillips Hated: GG Allin And The Murder Junkies. El documental también contenía escenas de otras actuaciones de Allin, al igual que entrevistas con él, su hermano y compañero de banda Merle, el baterista desnudo de los Murder Junkies, Donald "Dino Sex" Sachs, y el prolífico guitarrista de Cincinnati William G. Weber III, con el que GG grabó sus discos más profesionales. La película vio la luz en 1994 y fue reeditada en DVD en 1997.
Durante los años 90, GG grabó su disco Murder Junkies en New Rose Records con la banda ANTiSEEN. Este álbum contenía 10 pistas musicales y 10 piezas habladas. Aparte de Freaks, Faggots, Drunks and Junkies, Allin consideraba éste como su disco mejor grabado, que exploraba su persona y expresaba su filosofía de vida.
Mientras tanto la creciente popularidad de Allin lo llevó a apariciones en TV en el programa de Jerry Springer, The Jerry Springer Show, y en The Jane Whitney Show. Fue aclamado y abucheado por fanes y enemigos por igual. Merle aparece en la audiencia durante uno de estos shows, y sobre él Geraldo Rivera comentó: "Ese es un llamativo bigote" (en referencia a su bigote estilo Chaplin).

GG Allin is an entertainer with a message to a sick society. He makes us look at it for what we really are. The human is just another animal who is able to speak out freely, to express himself clearly. Make no mistake about it, behind what he does is a brain.
GG Allin es un artista con un mensaje para una sociedad enferma. Él nos hace ver lo que realmente somos. El ser humano es sólo otro animal que es capaz de hablar libremente para expresarse. No se equivoquen con él, detrás de lo que hace hay un cerebro.
John Wayne Gacy, asesino en serie.

### Muerte y funeral

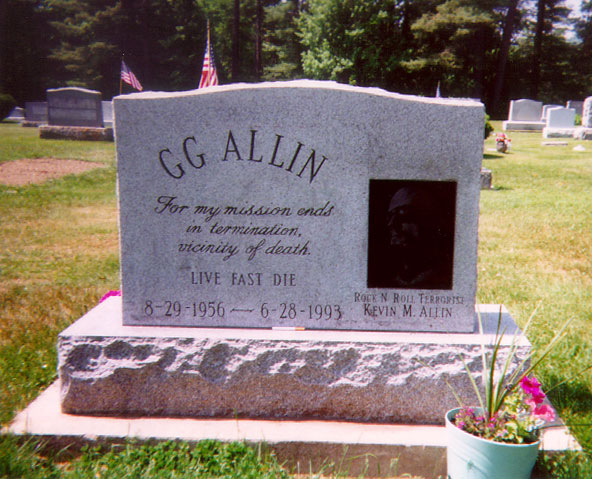
La tumba de GG Allin en Nuevo Hampshire.

Allin murió de una sobredosis de heroína en Manhattan el 28 de junio de 1993, en el piso de John Handley Hurt y Dwanna Yount, tres días después de asistir al estreno del documental Hated. El director en cuestión, Todd Phillips, hizo unas declaraciones sobre la participación de Allin en el estreno de la película a la revista Bizarre. Se le encontró tendido en el apartamento la mañana del 29 de junio, pero en realidad había muerto la noche anterior mientras dormía. Tenía 36 años. Su último show fue en una gasolinera vacía; material en vídeo de la prueba de sonido, el concierto y el mal término de éste se encuentran en los contenidos extras del DVD de Hated. Durante la segunda canción cortaron la luz, por lo que GG procedió a dañar el local y anduvo desnudo por la calle parando buses y automóviles. En la lista Freakiest Concert Moments ("Momentos más locos en conciertos") de VH1, el show de GG quedó en cuarta posición.
Esa noche Allin inhaló grandes cantidades de heroína y cocaína, lo que terminó por acabar con su vida (GG no se inyectó nada esa noche, al contrario de lo que dice la leyenda urbana).
Los que estaban con él en el piso se sacaron fotos con Allin pasadas las 2 A.M., sin saber que se encontraba en las primeras etapas de fallo respiratorio (declararon a la policía que estaba roncando cuando las fotos se sacaron, por lo que se confundieron al creer que estaba dormido). A la mañana siguiente notaron que Allin seguía inmóvil en el mismo lugar donde lo habían dejado y llamaron a la ambulancia. Allin fue declarado muerto en el lugar.
Hubo dos velatorios para GG: uno a la manera tradicional irlandesa y el otro la despedida punk, según sus deseos. En su funeral, el hinchado y pálido cuerpo de Allin fue vestido con su tradicional chaqueta de cuero. Se le puso una botella de Jim Beam a su lado en el ataúd, como él mismo lo había pedido en la canción "When I Die". A petición de su hermano el forense recibió orden de no lavar el cuerpo (que apestaba a alcohol, sudor y heces) ni maquillarlo. El funeral se convirtió en una fiesta salvaje, sus amigos posaron con el cadáver, poniendo drogas y alcohol en su boca. Cuando el funeral terminó su hermano le puso unos auriculares en los oídos, conectados a un walkman con una copia de The Suicide Sessions. El vídeo del funeral está a la venta y es uno de los materiales extra del DVD de Hated. Allin fue enterrado en el terreno de su madre Arleta, al lado de sus abuelos.
Su tumba es vandalizada con frecuencia por fanes con orina, colillas de cigarro y alcohol,
 actos que su madre Arleta reprobaba.

### Creencias
Allin era un anarquista individualista en extremo y antiautoritario; promovía la abolición de las leyes y la violencia contra la policía en muchas de sus canciones en su "Manifiesto de GG Allin".
Dijo en el programa de Jerry Springer que su cuerpo era el "templo del rock & roll, y su carne, sangre y fluidos eran su comunión con la gente".

## Discografía notable
- 1980: GG Allin and The Jabbers - Always Was, Is, And Always Shall Be 12" (Orange Recs)
- 1982: GG Allin and The Jabbers - No Rules 7" (Orange Recs)
- 1984: GG Allin and The Scumfucs - Eat My Fuc 12" (Blood Recs)
- 1985: GG Allin and The Scumfucs - You'll Never Tame Me - casete
- 1987: GG Allin and The Holy Men - You Give Love A Bad Name 12" - (Homestead Recs)
- 1988: GG Allin and Bulge - Freaks, Faggots, Drunks, and Junkies 12" (Homestead Recs)
- 1989: GG Allin - The Suicide Sessions casete (Homestead Recs)
- 1990: GG Allin and Mark Sheehan - The Troubled Troubador 7" (Mountain Recs)
- 1991: GG Allin and Antiseen - Murder Junkies 12" (New Rose Recs)
- 1991: GG Allin and Criminal Quartet - Carnival of Excess 12" (Ponk Media)
- 1991.5: GG Allin - YiYi PaPa (Ponk Media)
- 1993: GG Allin and The Murder Junkies - Brutality And Bloodshed For All 12" (Alive Recs)
- 1995: The Murder Junkies - Feed My Sleaze 12" (Alive Recs)
- 2011: The Murder Junkies - Road Killer 12" (MVD Visual)
- 2013: The Murder Junkies - A Killing Tradition 12" (MVD Visual)
- 2014: The Murder Junkies - Killing for Christ Sakes 12" (MVD Visual)